# Topsy-Turvy
Topsy-Turvy är en brittisk långfilm från 1999 i regi av Mike Leigh, med Jim Broadbent, Ron Cook, Allan Corduner och Eleanor David i rollerna.
Filmen handlar om Gilbert & Sullivan, firmanamnet på två herrar som skapade framgångsrika operetter, där William S. Gilbert skrev libretton och Arthur Sullivan komponerade, men samtidigt avskydde varandra. 
Filmen vann Oscars för sminkningen och kostymerna.

## Rollista
| Jim Broadbent     | – W. S. Gilbert        |
| Ron Cook          | – Richard D'Oyly Carte |
| Allan Corduner    | – Sir Arthur Sullivan  |
| Eleanor David     | – Fanny Ronalds        |
| Dexter Fletcher   | – Louis                |
| Vincent Franklin  | – Rutland Barrington   |
| Ashley Jensen     | – Miss Tringham        |
| Lesley Manville   | – Lucy Gilbert         |
| Timothy Spall     | – Richard Temple       |
| Martin Savage     | – George Grossmith     |
| Dorothy Atkinson  | – Jessie Bond          |
| Louise Gold       | – Rosina Brandram      |
| Shirley Henderson | – Leonora Braham       |
| Kevin McKidd      | – Durward Lely         |